# N-elipse

Ejemplos de n-elipses con 3 focos dados. La progresión de las distancias no es lineal.

En geometría, la n-elipse es una generalización de la elipse que permite más de dos focos. Las n-elipses se conocen por otros muchos nombres, como elipse multifocal, polielipse, ovoelipse, k-elipse, y óvalo de Tschirnhaus (en referencia a Ehrenfried Walther von Tschirnhaus). Fueron investigadas en primer lugar por James Clerk Maxwell en 1846.
Dados n puntos (ui, vi) (llamados focos) en un plano, una n-elipse es el lugar geométrico de todos los puntos del plano cuya suma de las distancias a los n focos es una constante d. En fórmulas, este conjunto tiene la forma
{\displaystyle \left\{(x,y)\in \mathbf {R} ^{2}:\sum _{i=1}^{n}{\sqrt {(x-u_{i})^{2}+(y-v_{i})^{2}}}=d\right\}.}
La 1-elipse es la circunferencia. La 2-elipse es la elipse clásica. Ambas son curvas algebraicas de grado 2.
Para cualquier número n de focos, la n-elipse es una curva cerrada y convexa.: (p. 90)  La curva es suave a menos que atraviese un foco.: p.7 
La n-elipse es en general un subconjunto de puntos que satisfacen una ecuación algebraica: Figs. 2 y 4, p. 7  particular. Si n es impar, el grado algebraico de la curva es {\displaystyle 2^{n}}, mientras que si n es par  el grado es {\displaystyle 2^{n}-{\binom {n}{n/2}}}.: (Thm. 1.1) 